# 马哈茂德-阿里·卡利马托夫
马哈茂德-阿里·马克沙里波维奇·卡利马托夫（1959年4月9日—），俄罗斯印古什共和国现任领导人，曾任印古什共和国总检察长。自2019年6月26日接任辞职的叶夫库罗夫，成为共和国的第四任领导人。

## 備注
1. ↑  印古什語羅馬化：Kelamatnäq'an Makşaripa Maẋmud-Wäla
2. ↑  俄語羅馬化：Makhmud-Ali Maksharipovich Kalimatov